# Pont d'Aurora
Le pont d'Aurora  (en finnois : Auroransilta est un pont de circulation douce situé dans le quartier Sörnäinen à Helsinki en Finlande.

## Histoire
Le pont a été ouvert à la circulation le 23 novembre 2012,.
Le pont relie le parc central d'Helsinki et la zone du parc Eläintarha.
Le plan du pont est basé sur proposition Nordis de WSP Finland Oy.
Le pont a été contracté par Lemminkäinen.
Son coût est d'environ quatre millions d'euros, ce qui comprend les voies de circulation douces reliées au pont.
Le pont a un éclairage spécial.

## Caractéristiques techniques
Le pont d'Aurora a deux arcs en acier avec une portée de 55 mètres et qui s'élèvent à une hauteur d'environ 18,2 mètres au-dessus de la surface de la rue Nordenskiöldinkatu et à environ 11,9 mètres plus haut que la voie de circulation légère traversant le pont.
La longueur totale du pont est d'environ 165 mètres et la largeur utile est de 5 mètres.

## Étymologie
Le pont porte le nom d'Aurora Karamzin.
À Helsinki, la rue d'Aurora, la rive de Karamzin et l'hôpital d'Aurora portent ausi son nom.

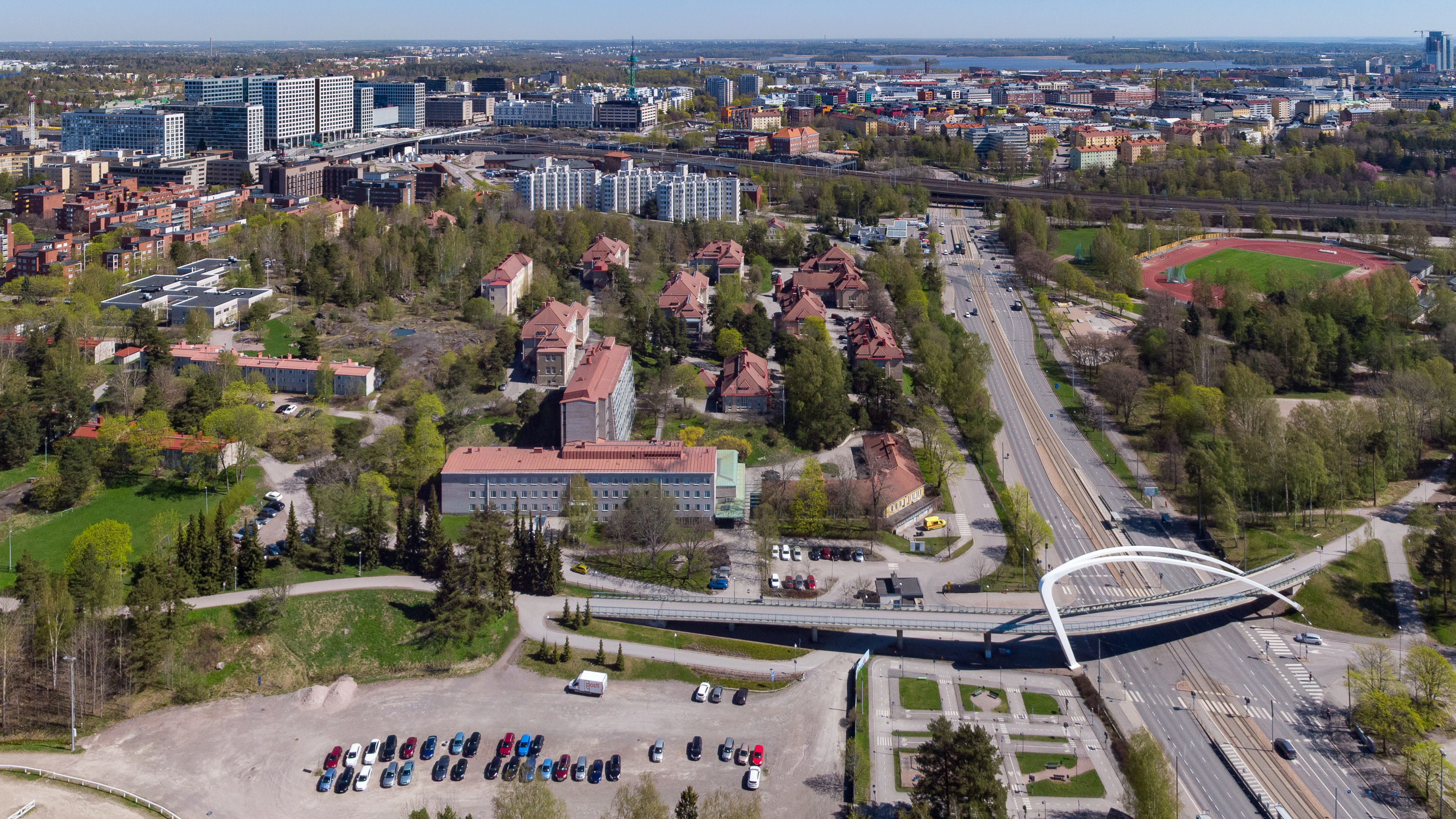
Le pont d'Aurora et l'hôpital d'Aurora.

## Prix et récompenses
En 2012, le pont du grand-père a recu le prix du pont de l'année par l'association finlandaise des ingénieurs en génie civil.